# Eneko Sagardoy Mujika
Eneko Sagardoy Mujika (Durango, 17 de gener de 1994) és un actor basc de cinema, teatre i televisió.

## Biografia
Eneko Sagardoy va néixer a Durango (Biscaia) el 17 de gener de 1994. És conegut per participar en la sèrie Goenkale d'ETB1.
En 2017 va protagonitzar Handia i ha aconseguit el guardó dels Premi Goya a millor actor revelació per la seva interpretació.

## Treballs
Entre els treballos d'Eneko Sagardoy:

### Cinema
- Amaren eskuak (2012)
- Sanctuaire (2014)
- La vida real (2014)
- Anonymous (2014)
- The Night Watchman (2015)
- Pan Koniek (2015)
- False Flag (2015, curtmetratge)
- Cartas de guerra (2015, curtmetratge)
- Bihotza eta burua (2015)
- Argi (2015)
- Bright Lights (curtmetratge) (2017)
- La higuera de los bastardos (2017)
- Handia (2017)
- Lungs (Videoclip Belako) (2017)
- Errementari (2018)[8]
- Miranda y el mar (2017, cortometraje)
- Cuando dejes de quererme (2018)[9]
- Soinujolearen semea

### Televisió
- Goenkale

### Teatre
- Oinez dabilen jende eskasa (2010, Karrika)
- Desberdinak (2012, Kotsob teatroa)
- Izaran marrazten (2013, Karrika)
- Inungane, sustraia airean (2013, Karrika)
- badEZlekua (2013)
- Náufragos (2013, Espacio Espiral)
- Arren ganbara eta emeen sotoa (2014, ATX teatroa)
- Arkimedesen printziopioa (2015, Maskarada)
- Amodioaren ziega (2015, Lauka Teatroa)
- Obabakoak (2016)
- Último tren a Treblinka (2017)[10]

## Premis
Medalles del Cercle d'Escriptors Cinematogràfics
| Any  | Categoria       | Pel·lícula | Resultat  |
| ---- | --------------- | ---------- | --------- |
| 2017 | Actor revelació | Handia     | Guanyador |

Premis Goya
| Any  | Categoria              | Pel·lícula | Resultat  |
| ---- | ---------------------- | ---------- | --------- |
| 2018 | Millor actor revelació | Handia     | Guanyador |

Festival Internacional de Punta del Este
| Any  | Categoria    | Pel·lícula | Resultat  |
| ---- | ------------ | ---------- | --------- |
| 2018 | Millor actor | Handia     | Guanyador |

Premis de la Unión de Actores y Actrices
| Any  | Categoria              | Pel·lícula | Resultat  |
| ---- | ---------------------- | ---------- | --------- |
| 2018 | Millor actor revelació | Handia     | Guanyador |